# Davide Mazzanti
Davide Mazzanti (Fano, 15 ottobre 1976) è un allenatore di pallavolo italiano.

## Biografia
È cresciuto a Marotta. Iscritto inizialmente alla facoltà di ingegneria elettronica all'Università di Urbino, gioca per alcuni anni nella Libertas Marotta, dove riesce a raggiungere la Serie C del Campionato italiano di pallavolo maschile. Nel 1997 incontra Angelo Lorenzetti, allora commissario tecnico della nazionale under 20 maschile: dopo aver assistito agli allenamenti della nazionale under 20 si convince a intraprendere la carriera di allenatore e si iscrive all'ISEF.

## Carriera
Ha mosso i primi passi come allenatore allenando le squadre giovanili della Volleyball Mondolfo (1997-2001) e Libertas Marotta (2001-2002). Nella stagione 2002-2003 ha svolto il ruolo di secondo allenatore in A2 sulla panchina del Corridonia, mentre l'anno successivo ha preso la guida della Star Falconara in B1 (2003-2005).
Al 2005 risale il primo contatto con la nazionale femminile italiana, un rapporto in qualità di componente dello staff tecnico che si è protratto sino al 2012, partecipando sia ai Giochi Olimpici di Pechino 2008 sia a quelli di Londra 2012.
A livello di club nella stagione 2005-2006 ha esordito da secondo in A1 con Santeramo per poi sedersi sulla panchina della Teodora Casadio (2006-2007). Nel biennio seguente (2007-2009) ha ricoperto il ruolo di secondo a Bergamo. Una volta conclusa l’esperienza orobica è stato nominato allenatore del gruppo juniores del Club Italia (2009-2010).
L’anno successivo ha fatto ritorno a Bergamo, esordendo da primo allenatore in A1 e nelle due stagioni (2010-2012) alla guida della formazione lombarda ha ottenuto la vittoria dello Scudetto 2010-11 e della Supercoppa italiana 2011. Dopo una breve parentesi sulla panchina del River di Piacenza, nel 2013 è stato nominato responsabile del Club Italia e allo stesso tempo ha guidato la nazionale juniores azzurra (2012-2014).
Successivamente si è seduto sulla panchina di Casalmaggiore, arrivo che ha coinciso con la vittoria dello Scudetto 2014-15. Stesso risultato Mazzanti lo ha raggiunto il campionato successivo con l'Imoco di Conegliano, vincendo inoltre la Supercoppa italiana 2016 e la Coppa Italia 2016-17.
All’esordio sulla panchina italiana Mazzanti ha condotto le azzurre alla qualificazione al campionato mondiale 2018. Frattanto nel World Grand Prix 2017 ha ottenuto un secondo posto, eguagliando il miglior risultato dell'Italia nella manifestazione. Nello stesso anno, al campionato europeo disputato in Georgia e Azerbaigian, ha ottenuto un quinto posto.
Nel 2018, alla prima edizione della Volleyball Nations League si è classificato ottavo con la nazionale. Nello stesso anno, al suo primo mondiale sulla panchina azzurra ha guidato l'Italia alla conquista della medaglia d'argento, secondo risultato di sempre dopo l'oro dell'edizione 2002: con un bilancio di 11 vittorie e due sole sconfitte la nazionale tricolore in Giappone si è arresa solo in finale alla Serbia.
Nella stagione 2019 ha condotto l'Italia alla final six della Volleyball Nations League, chiudendo al sesto posto. Nel mese di agosto ha centrato l'obiettivo dell'anno, la qualificazione ai Giochi Olimpici di Tokyo 2020, chiudendo al primo posto il torneo preolimpico di Catania. Nel campionato europeo 2019, svoltosi per la prima volta in quattro nazioni differenti, riporta la nazionale tricolore sul podio continentale, grazie alla vittoria contro la Polonia nella finale per il terzo posto, disputatasi ad Ankara.
Nell'ottobre 2020 torna a guidare un club, subentrando a stagione in corso sulla panchina della Wealth Planet Perugia. Nel suo unico campionato in Umbria, in cui ritrova ai propri ordini anche la moglie Serena Ortolani, Mazzanti porta per la prima volta la società perugina ai play-off scudetto, uscendo ai quarti di finale contro la AGIL.
Nell'estate seguente, ai Giochi Olimpici di Tokyo 2020 (posticipati per la pandemia di COVID-19) l'Italia conclude dietro gli Stati Uniti il girone eliminatorio e si arrende ai quarti di finale contro la Serbia. Nel settembre dello stesso anno Mazzanti vince il primo titolo alla guida della nazionale, aggiudicandosi la finale di Belgrado del campionato europeo 2021 contro le padrone di casa serbe.
Il 2022 è invece l'anno in cui l'Italia conclude al primo posto la VNL grazie alla vittoria per 3-0 sul Brasile del 17 luglio, a due mesi dall'inizio del mondiale. In quest'ultimo torneo, la nazionale conquista il bronzo mondiale dopo l'argento conquistato quattro anni prima. È però nell'anno successivo che il rapporto con la squadra diventa difficile: le convocazioni per quello che sarà il fallimentare campionato europeo (chiuso con il quarto posto da campionesse in carica) e le decisioni in merito alla gestione della squadra, segnalano una rottura dei rapporti con l'organico confermata dallo stesso allenatore. La situazione porta all'esonero del tecnico nell'ottobre successivo. 
La carriera di Mazzanti continua poco dopo nella squadra femminile Trentino Volley, in A1, subentrando a Marco Sinbaldi. Il tecnico marchigiano non risolleverà la già compromessa situazione in classifica della squadra che retrocederà in A2 avendo accumulato solo 11 punti in campionato con conseguente ultimo posto. Nella stagione successiva, lascia la squadra trentina per motivi personali prima dell'inizio della pool promozione a cui Trentino Volley si è qualificata.

## Palmarès

### Club
- Campionato italiano: 3

2010-11, 2014-15, 2015-16
- Supercoppa italiana: 2

2011, 2016
- Coppa Italia: 1

2016-17

### Nazionale
- World Grand Prix 2017
- Campionato Mondiale Femminile 2018
- Montreux Volley Masters 2018
- Montreux Volley Masters 2019
- Campionato Europeo Femminile 2019
- Campionato europeo femminile di pallavolo 2021
- Volleyball Nations League femminile 2022
- Campionato Mondiale Femminile 2022